# Et umuligt valg
Et umuligt valg (engelsk: Between a Rock and a Hard Place) er en selvbiografi skrevet af bjergbestigeren Aron Ralston. 

## Bogens handling
Bogen handler om ulykken, som Ralston kom ud for i april 2003, i en isoleret slugt i Blue John Canyon, Utah, USA. 
Her klemte en stenblok på 500 kg Ralstons hånd fast. I seks dage sad han fastklemt, med meget lidt vand og mad, da han indså at eneste måde, han kunne overleve på, var at skære sin hånd af. 
Med en lille lommekniv, Ralston havde på sig, skar han sig igennem hud, muskler, sener og nerver i over en time, indtil han var fri. 
Inden Ralston kunne begynde at file i sin hånd, måtte han brække begge knogler i sin arm. 
Efter at have vandret i tre timer, stødte Ralston på nogle andre vandrere, som kunne tilkalde en redningshelikopter.

## Filmatisering
Bogen blev filmatiseret i 2010 under navnet 127 Hours. Danny Boyle instruerede og skrev manuskriptet sammen med Simon Beaufoy, og har James Franco i hovedrollen som Aron Ralston.
| Bog | Spire Denne artikel om bøger og tidsskrifter er en spire som bør udbygges. Du er velkommen til at hjælpe Wikipedia ved at udvide den. |